# Le Carbet
Le Carbet is een gemeente in Martinique en telde 3.461 inwoners in 2019. De oppervlakte bedraagt 36 km².
Op 15 juni 1502 landde Christoffel Columbus op het strand van Carbet.
Le Carbet was in 1887 een van de dorpen waar de schilder Paul Gauguin schilderde en heeft sinds 1973 het museum Centre d'Interprétation Paul Gauguin. Le Carbet bevindt zich ongeveer 11 km ten noordoosten van de hoofdstad Fort-de-France.

## Geschiedenis
Op 15 juni 1502 landde Christoffel Columbus op het strand van Carbet tijdens zijn vierde en laatste tocht. In 1635 landde de Franse boekanier Pierre Belain d'Esnambuc op het strand met ongeveer 100 kolonisten, en claimde Martinique voor Frankrijk. Zijn neef Du Parquet bouwde een houten huis bij de rivier, en rond 1645 werd een kapel opgericht. In 1666 en 1667 probeerde het Verenigd Koninkrijk het eiland te veroveren, en een kanonskogel is nog zichtbaar in de klippen bij Anse Turin. In 1822 vond een opstand plaats van de slaven die van plan waren de noordelijk gelegen stad Saint-Pierre in te nemen. Het plan lekte uit, en 20 slaven werden publiek geëxecuteerd.
In 1902 werd Le Carbet verwoest door de uitbarsting van Mont Pelée en verloor zijn positie als een belangrijke plaats. In 2017 werd een monument opgericht ter herinnering aan de landing van Columbus.
Le Carbet is vernoemd naar de schuilhutten van de Cariben. De economie van Le Carbet was vroeger gebaseerd op suikerriet, maar in de 20e eeuw werd fruitteelt, visserij en toerisme het belangrijkst.

## Anse du Carbet
Anse du Carbet of Plage du Coin is een zwartzandstrand waar Columbus landde in 1502. Het is een van de langste stranden van het eiland en heeft veel voorzieningen. Het water is redelijk rustig, maar er zijn wel golven. Er worden activiteiten als waterskiën aangeboden.

## Plantage Anse Latouche en Zoo de Martinique
De plantage Anse Latouche was rond 1643 gebouwd en was eigendom van Willem II van Oranje. Het is een van de oudste plantage op het eiland. Vanaf 1664 werd er voornamelijk suikerriet verbouwd. In 1717 tijdens de opstand van Gaoulé werd het gebruikt als gevangenis voor de vertegenwoordigers van de koning van Frankrijk. In 1889 werd een rumdestilleerderij gebouwd op de plantage. In 1902 werden de gebouwen verwoest door de uitbarsting van Mont Pelée, en gereduceerd tot ruïnes.
In 2014 werd Zoo de Martinique geopend op de plantage. De verblijfplaatsen van de apen, jaguars, papagaaien en wasberen bevinden zich tussen de restanten van de plantage.

## Anse Turin

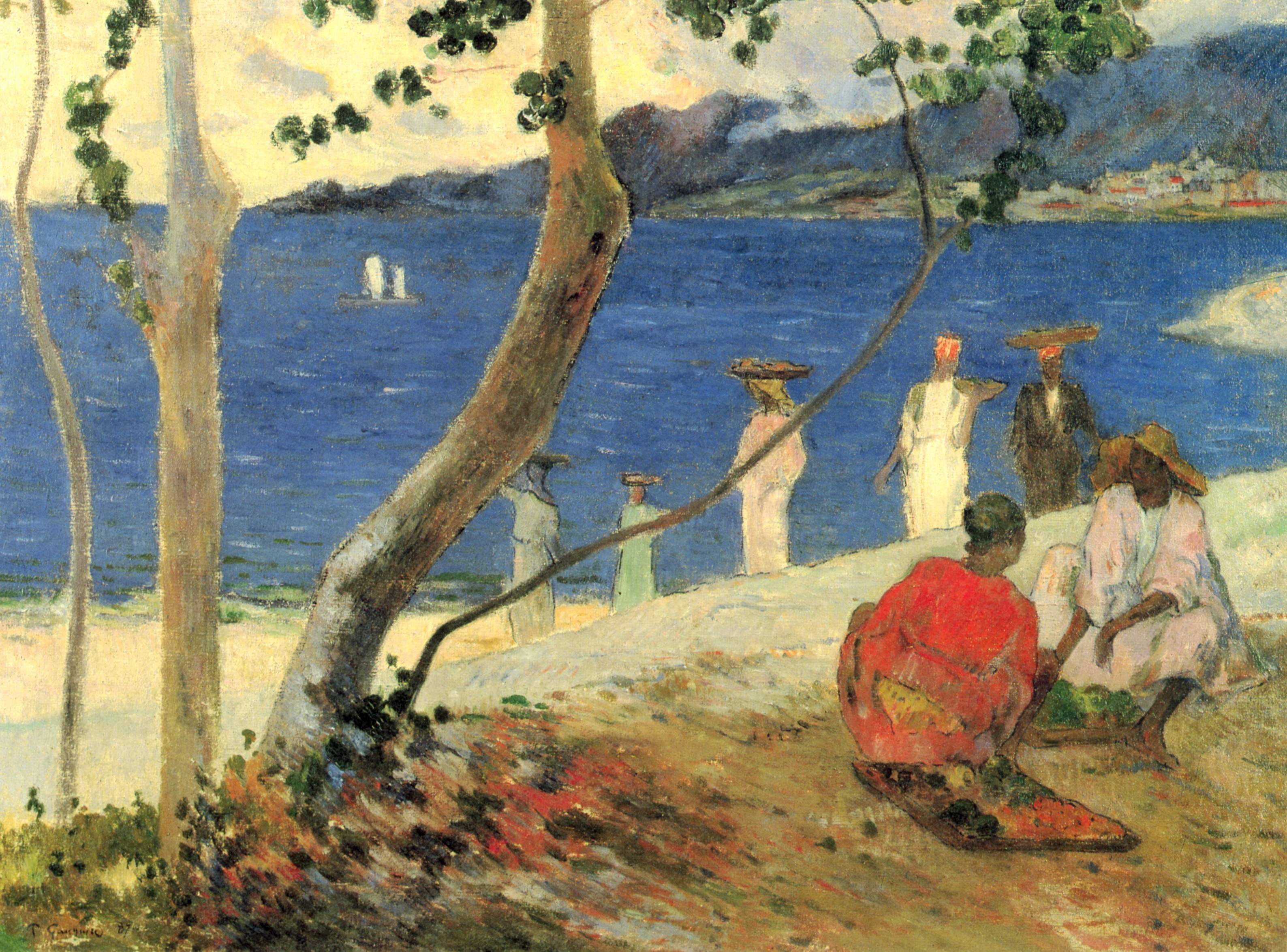
Fruitverkopers op Anse Turin door Gauguin (1887)

Anse Turin is een zwartzandstrand. Vanaf Saint-Pierre is het bereiken via een tunnel door de klippen. In 1887 woonde Paul Gauguin bij het strand en heeft het verschillende geschilderd. In 1902 zonken meerdere boten bij Anse Turin tijdens de uitbarsting van Mont Pelée. Het strand heeft veel voorzieningen. Het water wordt snel diep, en is minder geschikt voor kinderen. Tijdens het weekend kan het vrij druk zijn.

## Centre d'Interprétation Paul Gauguin
Centre d'Interprétation Paul Gauguin is een museum over het leven en werk van Paul Gauguin en Charles Laval. Het museum bevat voornamelijk reproducties van zijn werk, en geen originelen. De periode dat Gauguin in Carbet was belangrijk moment, omdat zijn stijl van tekenen veranderde, hetgeen uiteindelijk leidde tot de schilderijen die hij in Tahiti had gemaakt. In juni 1887 kwamen Gauguin en Laval vanuit Panama aan in Martinique. Hij verkocht zijn horloge en van het geld werd een vervallen houten hutje op een heuvel boven Anse Turin gehuurd waar ze leefden. De kleuren en tropische vegetatie resulteerden in een verandering van stijl. Op Martinique maakte Gauguin 17 schilderijen, maar in oktober keerde hij terug naar Frankrijk. In het museum zijn ook expositieruimtes waarin lokale kunstenaars hun werk tonen.

## Galerij

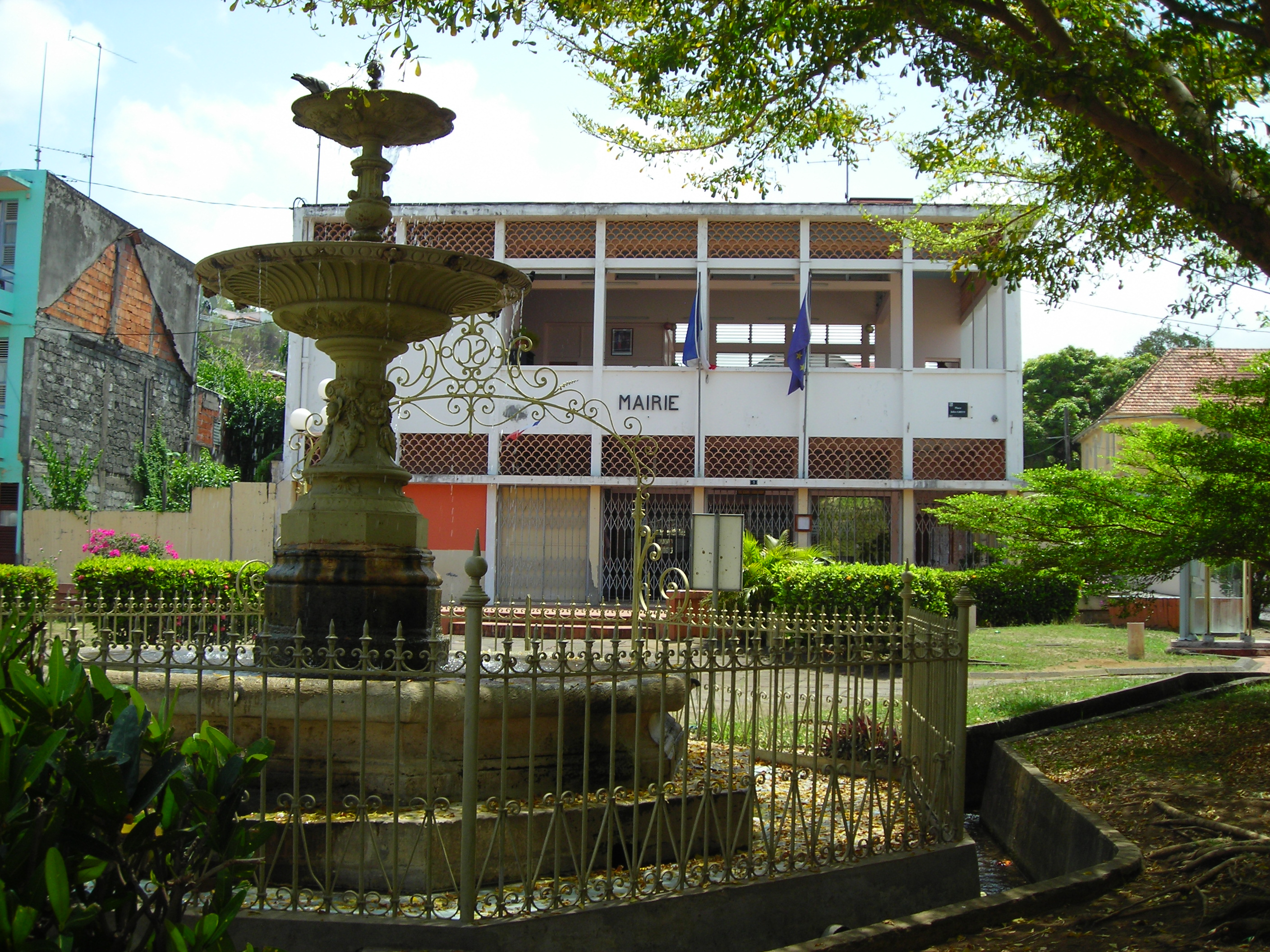
Gemeentehuis
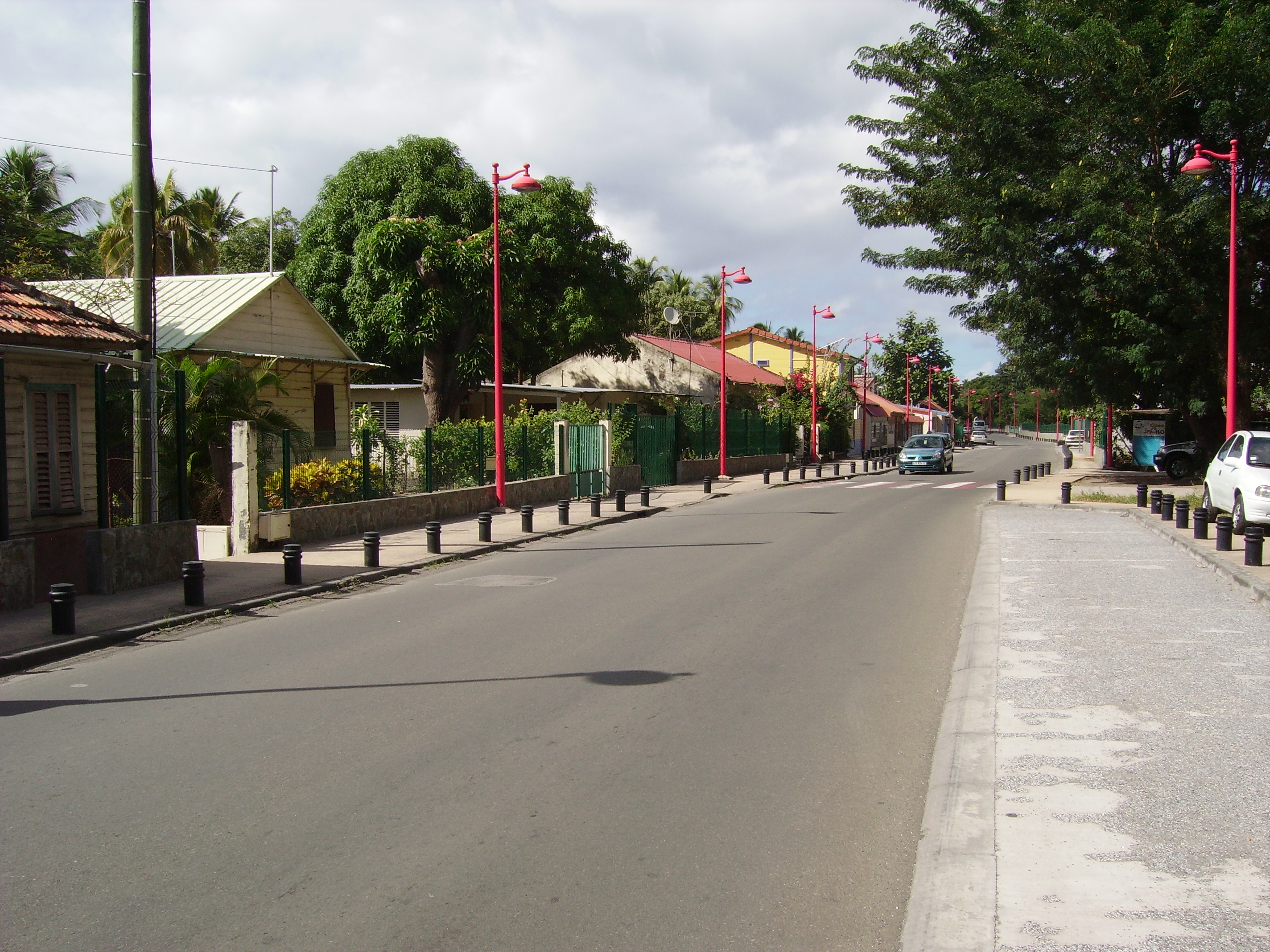
Le Carbet
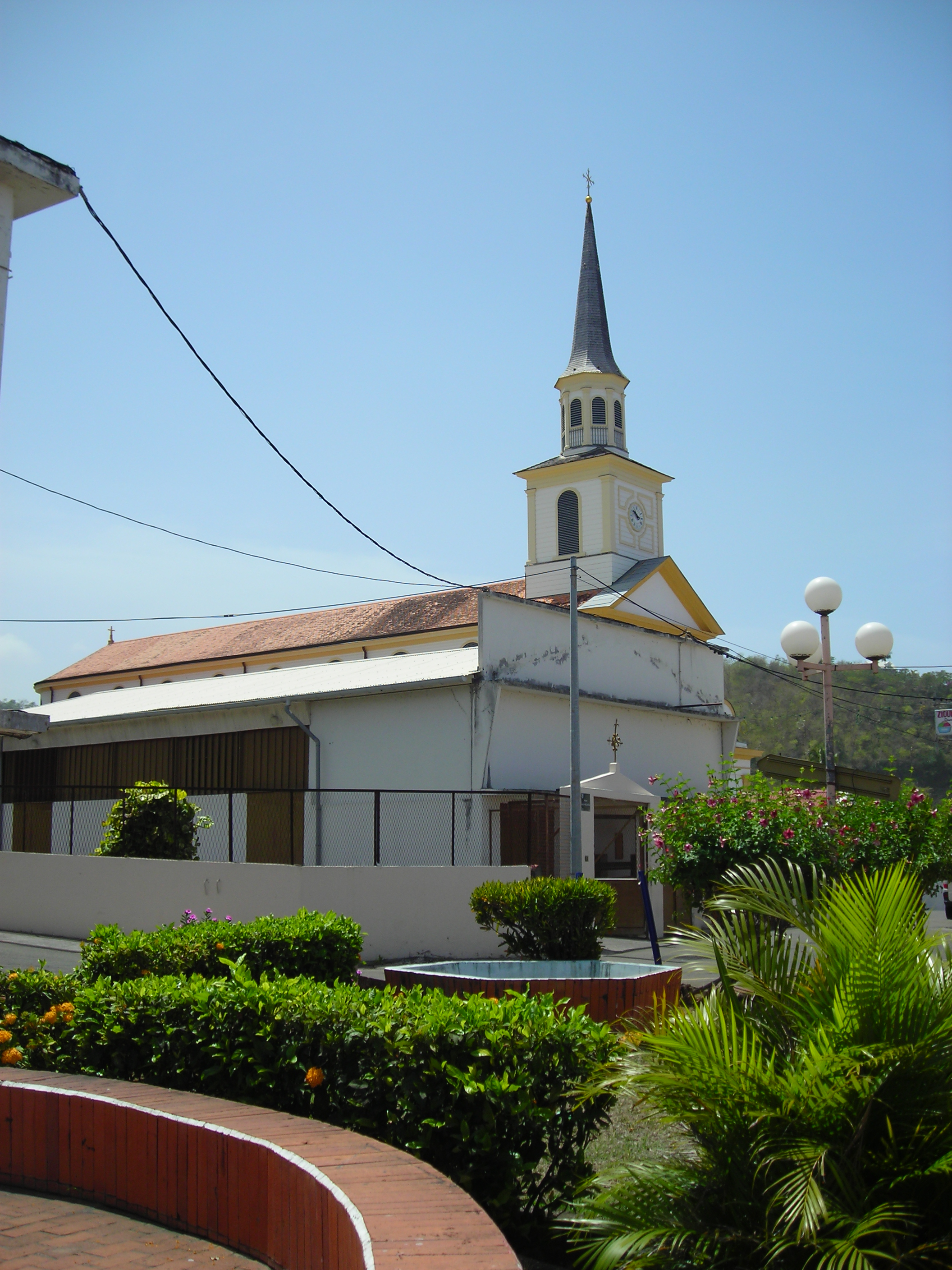
Kerk in Le Carbet
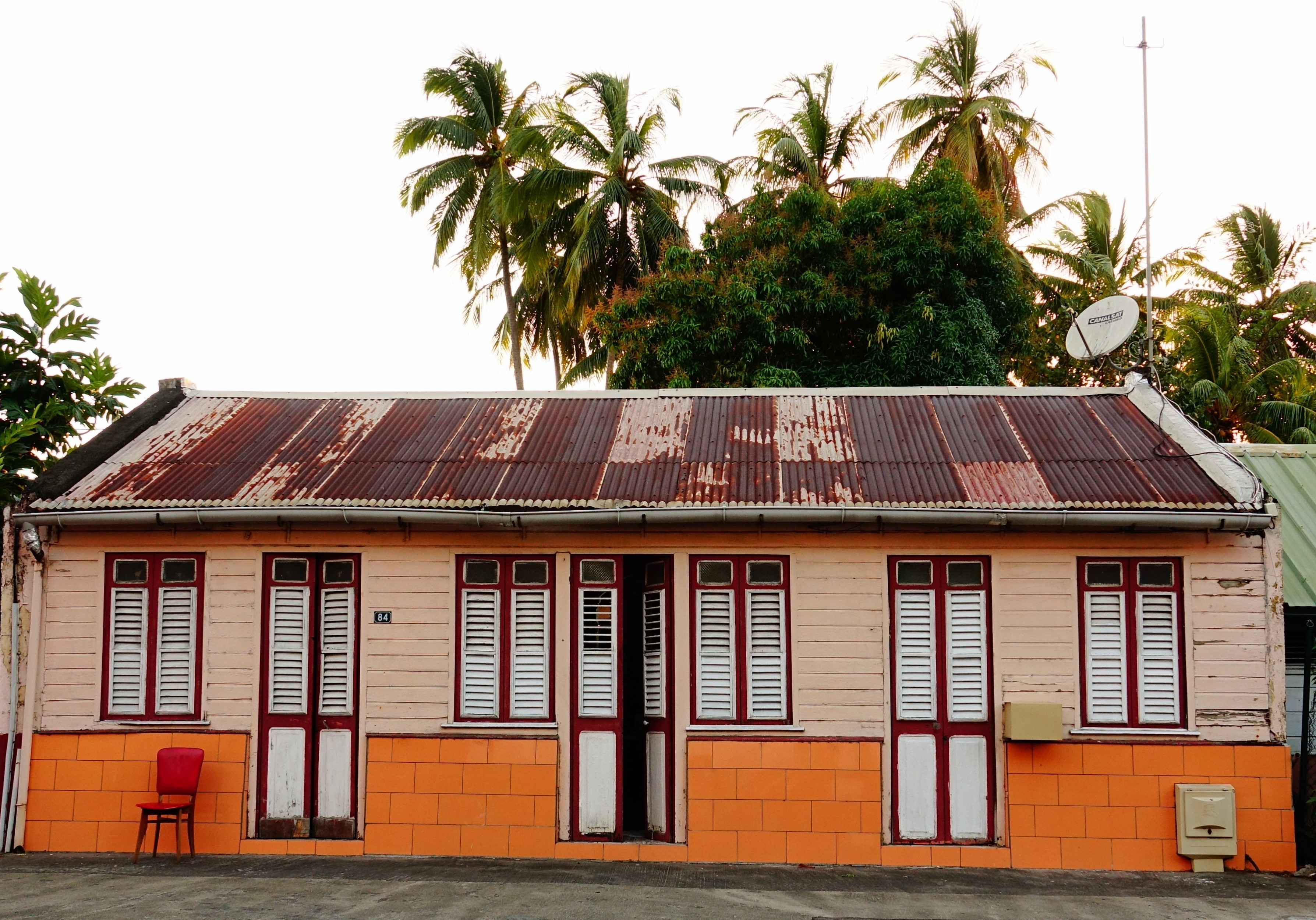
Huis in het binnenland

- MusicBrainz: f4167b02-dfef-4e64-bb0e-91132ea146c1

L'Ajoupa-Bouillon · Les Anses-d'Arlet · 
Basse-Pointe · Bellefontaine · 
Le Carbet · Case-Pilote · 
Le Diamant · Ducos · 
Fonds-Saint-Denis · Fort-de-France · Le François · 
Grand'Rivière · Le Gros-Morne · 
Le Lamentin · Le Lorrain · 
Macouba · Le Marigot · Le Marin · Le Morne-Rouge · Le Morne-Vert · 
Le Prêcheur · 
Rivière-Pilote · Rivière-Salée · Le Robert · 
Saint-Esprit · Saint-Joseph · Saint-Pierre · Sainte-Anne · Sainte-Luce · Sainte-Marie · Schœlcher · 
La Trinité · Les Trois-Îlets · 
Le Vauclin